# Elephantomyia (Elephantomyia) pauliani
Elephantomyia (Elephantomyia) pauliani is een tweevleugelige uit de familie steltmuggen (Limoniidae). De soort komt voor in het Afrotropisch gebied.